# Freiensteinau
Freiensteinau est une municipalité allemande située dans le land de la Hesse et l'arrondissement de Vogelsberg.